# Association Sportive Bakaridjan de Barouéli
El AS Bakaridjan es un equipo de fútbol de Malí que milita en la Primera División de Malí, la liga de fútbol más importante del país.

## Historia
Fue fundado el 23 de mayo de 1989 en la ciudad de Barouéli, en la región de Ségou y no registran ningún logro importante en su historia, y su mejor temporada ha sido la de 2014/15 en la que ocuparon el 4.º lugar en la liga.
A nivel internacional clasificaron a su primer torneo continental en la Copa Confederación de la CAF 2016, donde fueron eliminados en la ronda preliminar por el Stade Gabésien de Túnez.

## Participación en competiciones de la CAF
| Temporada | Torneo                       | Ronda      | Club           | Casa | Visita | Global      |
| --------- | ---------------------------- | ---------- | -------------- | ---- | ------ | ----------- |
| 2016      | Copa Confederación de la CAF | Preliminar | Stade Gabésien | 1-1  | 1-1    | 2-2 (3-4 p) |

## Jugadores

### Jugadores destacados
- Daouda Ba